# 海巴赫
海巴赫是德国巴伐利亚州的一个市镇。总面积32.37平方公里，总人口2155人，其中男性1093人，女性1062人（2011年12月31日），人口密度67人/平方公里。